# Marie-Joseph Monny de Mornay
Marie-Joseph Monny de Mornay, aussi écrit Marie Joseph de Mauny de Mornay, est un agronome et un haut fonctionnaire français né à Langres le 1er avril 1804, et mort à Paris le 18 novembre 1868. Il joue notamment un rôle déterminant dans la constitution de l'administration ministérielle de l'agriculture française. Il est le principal organisateur de l'enquête agricole de 1866, connue pour être la plus grande investigation faite par un État en Europe au XIXe siècle.  

## Biographie
Après la fin de ses études, il a eu quelques hésitations sur sa carrière. Il s'est d'abord engagé dans un régiment d'infanterie qu'il a abandonné peu après pour entrer dans une administration financière qu'il a aussi abandonné. S'étant marié, il est allé dans la résidence que sa femme possédait à Vertou près de Nantes puis est venu habiter au château de Mornay, à Mornay-sur-Vingeanne. Il a pris la direction d'une exploitation agricole à laquelle il a ajouté un haras. Mais s'étant lancé dans une entreprise industrielle, il a eu à subir des pertes considérables qui a compromis non seulement sa fortune mais aussi celle de sa femme à la suite d'un essai coûteux d'amélioration de la race chevaline.
En 1837, il entre comme surnuméraire dans le bureau de l'agriculture qui dépendait du ministère de l'Intérieur. Il a alors entrepris de rédiger une suite d'ouvrage sur l'agriculture et les industries qui s'y rattachent. Ces ouvrages étaient le résumé des connaissances que M. de Mornay avaient acquises pendant qu'il dirigeait son exploitation agricole.
Ses études l'ont mis en relation avec le duc de Marmier, Victor Destutt de Tracy, Adrien de Gasparin et Camille Pierre Alexis Paganel, député, secrétaire général du ministère de l'agriculture et du commerce et lui a donné un appui actif auprès de Laurent Cunin-Gridaine, ministre du commerce et de l'agriculture.
S'étant rapidement rendu compte que le bureau de l'agriculture auquel il appartenait était peu utile et que les fonds votés n'étaient utilisés de manière convenable. Il a alors adressé au ministre un mémoire montrant tout ce que l'administration de l'agriculture avait de défectueux. La plupart du personnel dont ce bureau était composé n'avait aucune connaissance de l'agriculture. Le ministre a alors envoté M. de Mornay pour vérifier comment étaient utilisés les fonds envoyés aux sociétés d'agriculture, examiner les systèmes d'irrigation dans la Franche-Comté et les Vosges et étudier les dégâts faits par les insectes dans des plantations d'arbres verts. Le résultat du rapport a été que le ministère de l'Intérieur a reconnu la nécessité d'instituer des inspecteurs de l'agriculture. Comme il fallait que les crédits soient votés par les chambres, les deux premiers postes d'inspecteurs ont été créés en 1841. Il a été nommé à un de ces postes, l'autre étant donné à G. Lefebvre Sainte-Marie qui a écrit en 1849 un rapport sur la race bovine courte corne améliorée dite race de Durham, en 1849 qui lui a succédé dans le poste de directeur de l'agriculture.
Ayant dans sa première mission étudié l'irrigation des terres, il s'était rendu compte de la difficulté de la mettre en place dans un pays où la propriété est morcelée. Le ministre lui a alors demandé d'aller étudier la législation de l'irrigation dans le Piémont. Le rapport qu'il a rédigé à la suite de cette mission a servi à rédiger de loi proposée par le gouvernement et voté par les chambres. Pour appliquer cette nouvelle législation, il est nommé en 1846 sous-chef du bureau de l'agriculture tout en restant inspecteur. Il a alors pris l'initiative d'organiser des concours régionaux d'agriculture.
En 1848, le bureau de l'agriculture est devenu une division du ministère dont il est nommé le chef. Cette nouvelle division s'occupait de l'agriculture mais aussi de l'approvisionnement de Paris. L'État va alors s'intéresser au développement de l'agriculture en créant des fermes-écoles, des écoles régionales et l'Institut agronomique de Versailles mais qui est fermé en 1852. Il est désigné comme membre du jury pour l'Exposition universelle de 1851 à Londres mais n'a pu s'y rendre. Il s'est occupé des sections de l'agriculture pour les expositions qui se sont tenues à paris.
Son nom figure parmi les nombreuses personnalités invitées par Augustin Louis Cauchy et Charles Lenormant le 25 avril 1856 à faire partie du 1er conseil général de L'Œuvre des Écoles d'Orient, plus connue actuellement sous le nom de L’Œuvre d’Orient.
En avril 1857 est créée la direction générale de l'agriculture dont il est nommé directeur. Il a été nommé commissaire général de l'enquête agricole demandée par le gouvernement pour étudier les effets du traité de libre-échange franco-britannique de 1860, ou traité Cobden-Chevalier. Face aux manœuvres du gouvernement pour ne pas montrer les conséquences de ce traité sur l'agriculture française, il a rédigé un rapport dans un esprit d'impartialité. Ce rapport renferme des informations sur l'agriculture et les questions qui s'y rattachent en France et dans d'autres pays. 
Peu après, ayant demandé un congé de huit jours pour subir une opération qui semblait bénigne, il a succombé de ses suites. Dans sa longue carrière, il a prêté son concours à quatorze ministres du commerce et de l'agriculture, sous la monarchie de Juillet, la Seconde République et le Second Empire.

## Publications
- Livre du fabricant de sucre et du raffineur, Pagnerre, Paris, 1837
- Livre de l'éleveur et du propriétaire d'animaux domestiques, A.-L. Pagnerre, Paris, 1837
- Livre du cultivateur ou guide complet de la culture des champs, Pagnerre, Paris, 1837
- Livre du meunier, du négociant en grains et du constructeur de moulins, Pagnerre, Paris, 1838 (lire en ligne)
- Livre du jardinier. Guide complet de la culture des jardins fruitiers, potagers et d'agrément, A.-L. Pagnerre, Paris, 1838 (lire en ligne)
- Livre de l'économie et de l'administration rurale. Guide complet du fermier et de la ménagère, Pagnerre, Paris 1838 (lire en ligne)
- Livre du forestier. Guide complet de la culture , de l'exploitation des bois et de la fabrication des charbons et des résines, Pagnerre, Paris, 1838
- Traité de l'irrigation en Lombardie, imprimerie royale, Paris, 1841
- Livre du cultivateur ou Guide complet de la culture des champs, Roret, Paris, 1842 en 7 volumes
- Pratique et législation des irrigations dans l'Italie supérieure et quelques États de l'Allemagne, 1844, rapport au gouvernement
- Enquête agricole. Rapport à Son Excellence M. le ministre secrétaire d'État au département de l'agriculture, du commerce et des travaux publics, par le directeur de l'agriculture, commissaire général de l'enquête, imprimerie impériale, Paris, 1868 (lire en ligne). Ce rapport est un résumé de l'enquête qui comprend 40 volumes.

Il a aussi publié un grand nombre d'articles dans les revues agricoles.

## Distinctions
- Chevalier de la Légion d'honneur en 1845,
- Officier de la Légion d'honneur en 1854,
- Commandeur de la Légion d'honneur le 18 août 1865[6].